# Demon Speeding
"Demon Speeding" to piosenka heavymetalowa stworzona na drugi album studyjny amerykańskiego wokalisty Roba Zombie The Sinister Urge (2001). Wyprodukowany przez Zombie i Scotta Humphreya, utwór wydany został jako pierwszy i jedyny oficjalny, niepromocyjny singel z tego krążka dnia 1 lipca 2002 roku. Także w 2002 Chris Vrenna zremiksował piosenkę i wydał ją pod tytułem "Demon Speeding (Black River Mix)". Nagranie znajduje się na kompilacyjnym albumie Roba Zombie Past, Present & Future (2003). Pojawiło się też na składance NASCAR: Crank It Up (2002) oraz ścieżkach dźwiękowych z gry komputerowej FlatOut 2 (2006) i filmu Una Película de Huevos y un Pollo (2009).

## Twórcy
- Wokale, tekst utworu, produkcja, kierownictwo artystyczne: Rob Zombie
- Mastering: Tom Baker
- Produkcja, programming, miksowanie: Scott Humphrey
- Gitara: Mike Riggs
- Gitara basowa: Rob "Blasko" Nicholson
- Bęben: John Tempesta

## Pozycje na listach przebojów
| Kraj              | Notowanie (2002)       | Wydawca   | Najwyższa pozycja |
| ----------------- | ---------------------- | --------- | ----------------- |
| Stany Zjednoczone | Mainstream Rock Tracks | Billboard | 13                |